# NISC
NISC (англ. No instruction set computing) — це комп'ютерна архітектура та технологія компілювання, яка дає можливість створювати ефективні процесори та апаратні прискорювачі, та дозволяє компілятору керувати апаратними ресурсами на низькому рівні.

## Опис
NISC не має жодного заздалегідь визначеного набору команд або мікрокоду. Компілятор генерує нанокоди, які безпосередньо керують функціональними блоками, регістрами та мультиплексорами шини даних. Надання функції низькорівневого контролю компілятору дозволяє краще використовувати ресурси операційного автомата, що в кінцевому підсумку призводить до кращої продуктивності.
Переваги технології NISC:
- Простий контролер процесора — в архітектурі відсутній апаратний планувальник, відсутній декодер інструкцій.
- Краща продуктивність — гнучка архітектура, краще використання ресурсів.
- Проста конструкція — не потрібно розробляти набори інструкцій команд.

Набір інструкцій та контролер процесора — це найбільш ресурсовитратні в проєктуванні частини процесора. Через прибирання цих складових, проєктування спеціалізованих процесорів обробки стає простішим.
Крім того, операційний автомат процесорів NISC може генеруватися автоматично для певного класу програм, через що тривалість розробки скорочується.
Технологія NISC може застосовуватись замість технології синтезу високого рівня (HLS) або методології трансляції коду C в HDL, оскільки NISC поєднує обидві ці дві технології.

## Історія
Технологія мікропроцесорів розвивалась від процесорів зі складним набором команд (CISC) до процесорів зі зменшеним набором команд (RISC). Програмування перших процесорів здійснювалося безпосередньо командами або мовою асемблера. Задля спрощення програмування в процесорах почали втілювати складні команди, які безпосередньо відбиваються на функції мов програмування високого рівня. Іншою причиною, що змушувала втілювати в процесорах складні інструкції, була обмеженість пам'яті в комп'ютерах.
З розвитком технологій компіляції, здешевлення й збільшення обсягів пам'яті в комп'ютерах розпочала розвиватись архітектура RISC. Подальший розвиток технологій компіляції, збільшення обсягів доступної пам'яті призвів до появи процесорів із довгими машинними командами (VLIW), де компілятор формує потоки інструкцій на кожний обчислювальний блок та обробкою помилок розподілу даних між блоками
NISC є розвитком технології VLIW. В NISC компілятор має як горизонтальний, так і вертикальний контроль операційного автомата, тому апаратне забезпечення простіше. Однак обсяг пам'яті програм більший, ніж у попередніх технологій. Для розв'язування цієї проблеми можуть бути використані методи стиснення даних з низькими накладними витратами.

## Див також
- ZISC
- URISC
- RISC
- MISC
- Асоціативна пам'ять